# Locarno

Luftbild aus 800 m von Walter Mittelholzer (1919)

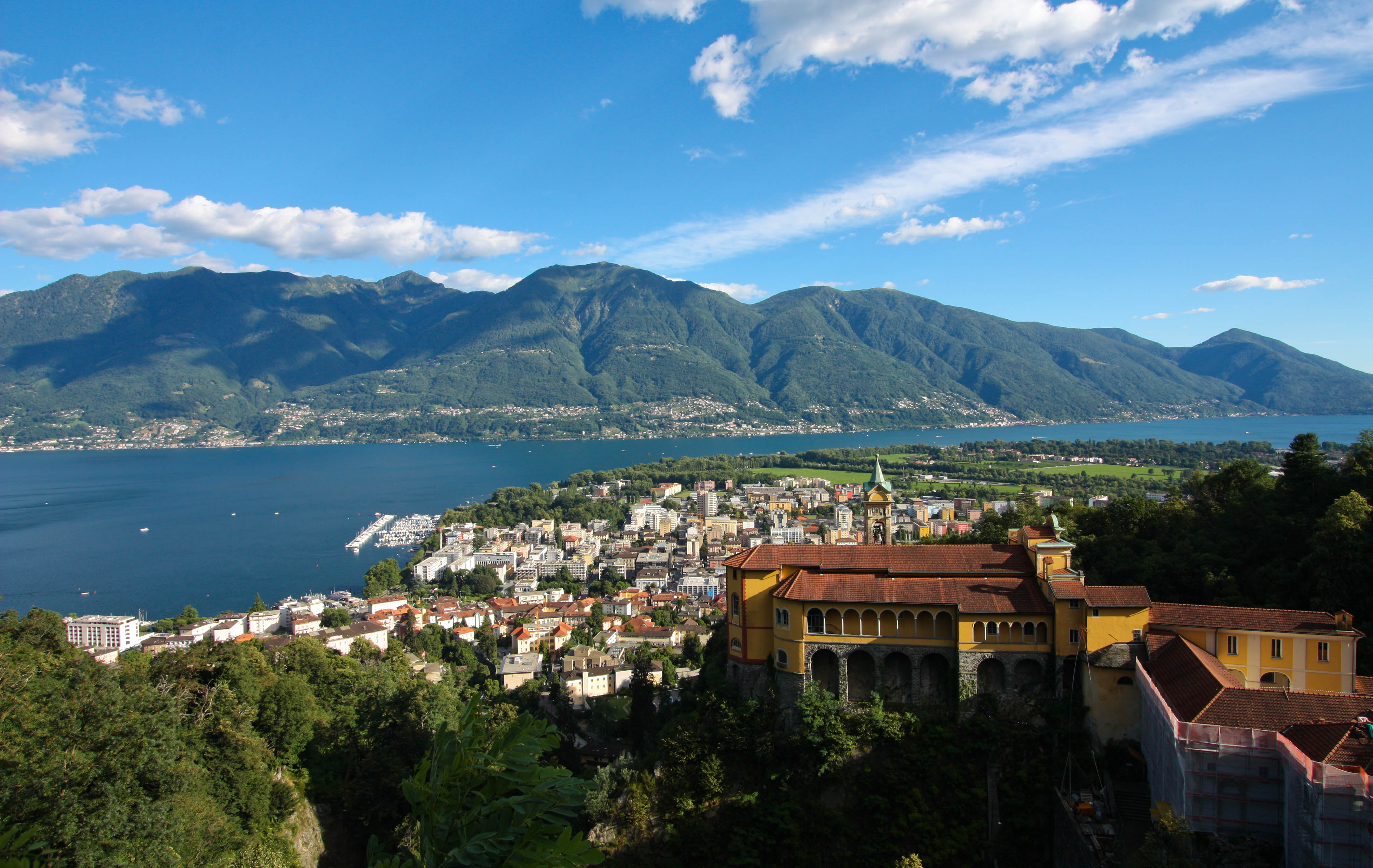
Panoramaansicht Locarnos

Locarnoⓘ (im alpinlombardischen Dialekt am Ort Locarno [loˈkɑːrno] beziehungsweise in der Umgebung Locarn, Lucarn, Lucârn, Lochèrn, Luchèrn [loˈkɑːrn, luˈkɑːrn, luˈkɔːrn, loˈkɛːrn, luˈkɛːrn]) ist eine politische Gemeinde im Kreis Locarno und Hauptort des Bezirks Locarno im Schweizer Kanton Tessin. Der frühere deutsche Name Luggárus lebt noch im Walserdeutsch der Gemeinde Bosco/Gurin in der Lautung Liggåårasch [lɪˈkɔːraʃ]. Die Stadt ist nach Lugano und Bellinzona die drittgrösste Stadt des Kantons Tessin.

## Geographie
Die Stadt Locarno liegt am Nordufer des Lago Maggiore und am Ostrand des Maggia-Deltas, wo sie an Ascona, Losone, Terre di Pedemonte und Tenero-Contra grenzt. An den Hang oberhalb der Stadt schmiegt sich das Quartier Monti della SS. Trinità.  Zum Territorium der Gemeinde gehört auch eine grosse, nicht mit dem Stadtgebiet zusammenhängende Fläche in der Magadinoebene, die Gerre di Sotto.
Die Ortsteile von Locarno sind: Brè, Cardada-Colmanicchio, Gerre di Sotto, Isola Martella, Monda di Contone, Ponte Brolla-Vattagne und Solduno.
In baulicher Hinsicht ist das Stadtgebiet von Locarno mit den selbständigen Gemeinden Muralto (vgl. Abschnitt Verkehr), Minusio und Orselina zusammengewachsen. Die Agglomeration Locarno umfasst etwa 40'000 Einwohner.
Locarno gehört zusammen mit dem restlichen Südtessin und einem Teil der Provinz Como zur vom Bundesamt für Statistik festgelegten Metropolregion Tessin.

### Klima
Locarno ist mit Lugano der wärmste Ort der Schweiz und gilt als die nördlichste Ortschaft mit mediterranem Klima an einem See. Die Messstation Locarno-Monti liegt in etwas erhöhter Lage auf 367 m ü. M. und verzeichnet für die Normalperiode 1991–2020 eine Jahresmitteltemperatur von 13,3 °C, wobei im Januar mit 3,9 °C die kältesten und im Juli mit 22,3 °C die wärmsten Monatsmitteltemperaturen gemessen werden. Daher gedeihen in Locarno viele südländische Pflanzen wie Palmengewächse oder Zitronenbäume. Nicht zuletzt aufgrund des milden Klimas ist Locarno stark vom Tourismus geprägt.
Im Mittel sind hier rund 25 Frosttage und in zwei von drei Jahren ein Eistag zu erwarten. Sommertage gibt es im Jahresmittel rund 79, während normalerweise 15 bis 16 Hitzetage zu verzeichnen sind.
In der Magadinoebene bei Locarno wird erfolgreich Reis angepflanzt.
|                        | Jan | Feb | Mär  | Apr  | Mai  | Jun  | Jul  | Aug  | Sep  | Okt  | Nov  | Dez |   |       |
| Mittl. Temperatur (°C) | 3,9 | 5,2 | 9,3  | 12,6 | 16,4 | 20,2 | 22,3 | 21,8 | 17,6 | 12,9 | 7,9  | 4,4 | ⌀ | 12,9  |
| Mittl. Tagesmax. (°C)  | 7,3 | 9,4 | 14,0 | 17,5 | 21,1 | 25,1 | 27,5 | 26,9 | 22,1 | 16,7 | 11,2 | 7,6 | ⌀ | 17,2  |
| Mittl. Tagesmin. (°C)  | 1,2 | 2,0 | 5,4  | 8,5  | 12,2 | 15,9 | 17,8 | 17,5 | 14,0 | 9,9  | 5,4  | 2,0 | ⌀ | 9,4   |
|                        |     |     |      |      |      |      |      |      |      |      |      |     |   |       |
| Niederschlag (mm)      | 70  | 65  | 95   | 166  | 190  | 187  | 163  | 212  | 203  | 210  | 208  | 89  | Σ | 1858  |
|                        |     |     |      |      |      |      |      |      |      |      |      |     |   |       |
| Sonnenstunden (h/d)    | 4,3 | 5,4 | 6,5  | 6,5  | 6,8  | 7,9  | 8,6  | 8,0  | 6,6  | 4,9  | 3,7  | 3,8 | ⌀ | 6,1   |
|                        |     |     |      |      |      |      |      |      |      |      |      |     |   |       |
| Regentage (d)          | 5,3 | 4,6 | 6,4  | 9,5  | 11,4 | 10,4 | 9,0  | 10,0 | 9,0  | 9,3  | 9,7  | 6,3 | Σ | 100,9 |
|                        |     |     |      |      |      |      |      |      |      |      |      |     |   |       |
| Luftfeuchtigkeit (%)   | 65  | 60  | 55   | 59   | 64   | 64   | 62   | 66   | 70   | 75   | 72   | 67  | ⌀ | 64,9  |

| 1,2 |

| 2,0 |

| 5,4 |

| 8,5 |

| 12,2 |

| 15,9 |

| 17,8 |

| 17,5 |

| 14,0 |

| 9,9 |

| 5,4 |

| 2,0 |

| 1,2 |

| 2,0 |

| 5,4 |

| 8,5 |

| 12,2 |

| 15,9 |

| 17,8 |

| 17,5 |

| 14,0 |

| 9,9 |

| 5,4 |

| 2,0 |

## Ortsname
Die ersten Erwähnungen der Stadt erfolgten 751–760 (Abschrift des 17. Jahrhunderts) als ad Lucarne und 807 als locus Leocarni. Die Deutung des Namens ist unsicher. Eine Herleitung von keltisch leucos, leuca «weiss, hell, leuchtend», wie sie verschiedentlich vorgeschlagen wurde, scheitert aus lautlichen Gründen, da intervokalisches keltisches und lateinisches /k/ in den späteren norditalienischen Varietäten zu /g/ wurde (vgl. den Ortsnamen Lugano) oder schwand. Barbara Meroni schlägt deshalb im Lexikon der schweizerischen Gemeindenamen (2005) vor, von einem geminierten keltischen *leuccos, leuccā «hell, leuchtend» auszugehen. Ein der heutigen Namenform zugrunde liegendes *leukkarni würde damit «die Anrainer des Flusses *leukkarā (‹die Funkelnde, Leuchtende›)» bedeuten.

## Geschichte

### Frühzeit
Der Ort, wo heute Locarno liegt, war schon in der jüngeren Bronzezeit (circa 14. Jahrhundert v. Chr.) besiedelt, wie man dank einer 1934 entdeckten Nekropole weiss. Spätere Besiedlungen lassen sich aufgrund von Nekropolen der Latène- und der Römerzeit nachweisen.

### Mittelalter
866 wird ein königlicher Hof urkundlich genannt. Friedrich I. (HRR) gewährte Locarno 1164 ein neues Marktrecht und 1186 die Reichsunmittelbarkeit. Kurz nach 1200 gründeten die Bürger eine Korporation, um ein Gegengewicht gegen die Adligen zu bilden. Die Corporazione Borghese di Locarno und die Corporazione dei Nobili di Locarno existieren bis heute und nehmen Aufgaben war, die andernorts im Tessin die Bürgergemeinden übernehmen. 1342 eroberten die Visconti die Stadt, die sie von 1439 bis 1503 den Rusca als Lehen vergaben.
Die Eidgenossen eroberten die Stadt 1503, erhielten das Schloss allerdings erst 1513 aus der Hand des französischen Königs Ludwig XII. Ein Landvogt der Zwölf Orte übte fortan die Zivil- und Strafgerichtsbarkeit aus. Regiert wurde die Stadt von den drei Korporationen des Adels (Capitanei dei Nobili), des Bürgertums (Borghesi) und neu auch der Landsassen (Terrieri), die im Landschaftsrat (Magnifico Consiglio) zusammentraten.

### Reformation und Gegenreformation
Die Reformation fasste um 1530 auch in Locarno Fuss; der Karmelit Balthasar Fontana studierte zusammen mit weiteren Brüdern die Bibel und reformatorische Schriften. Ab 1539 waren der Priester und Lehrer der Lateinschule im Kloster San Francesco Giovanni Beccaria, der Arzt Taddeo Duno und der Jurist Martino Muralto die führenden Köpfe der wachsenden Reformationsbewegung. 1542 bis 1544 unterstützte der damalige evangelische Glarner Landvogt Joachim Bäldi die reformatorischen Kräfte. Erst 1547 kam es zum Bruch mit der katholischen Kirche, und eine eigenständige evangelische Gemeinde entstand, die sich aber in Privathäusern traf. Ein Glaubensgespräch 1549 unter dem Vorsitz des katholischen Landvogts Nikolaus Wirz führte zu keiner Einigung, sondern zum Gesprächsabbruch, zur kurzzeitigen Gefangennahme und Ausweisung Beccarias, der nach Roveredo und Mesocco im bündnerischen Misox flüchtete. 1555 mussten die Reformierten ihren neuen evangelischen Glauben aufgeben oder Locarno verlassen. 170 Personen, etwa die Hälfte der evangelischen Bevölkerung, entschlossen sich zur Ausreise und zogen durchs Bündnerland nach Zürich, wo sie schliesslich Aufnahme fanden. Nach anfänglichen Schwierigkeiten bei der Integration waren sie in der Folge in Textilhandel und -produktion tätig und trugen durch ihre Kenntnisse und Beziehungen zum wirtschaftlichen Aufschwung bei.
Durch die Vertreibung der Evangelischen, Verdächtigungen und Groll blieb Locarno zerrissen, es wurde kleiner und ärmer. 1584 suchte zudem die Pest die Stadt heim und dezimierte deren Bevölkerung so stark, dass nur 700 Bewohner der ursprünglich 4800 Personen übrig blieben.

### Neuzeit
Nach dem Zusammenbruch des Ancien Régime kam Locarno 1798 zum neu geschaffenen helvetischen Kanton Lugano. Es gehört seit 1803 dem zur Mediationszeit neugeschaffenen Kanton Tessin an, dessen Hauptstadt es turnusgemäss 1821–1827, 1839–1845, 1857–1863 und 1875–1881 war. In den 1870er-Jahren, als die Verkehrsverbindungen sowohl nach Norden wie nach Süden besser wurden, begannen sich in der Region Locarno die Hotellerie und der Tourismus zu entwickeln, die bis heute das wirtschaftliche Rückgrat der Stadt bilden. Das Filmfestival von Locarno fand erstmals 1946 statt.
Am 16. Oktober 1925 wurden die Verträge von Locarno zwischen Deutschland, Belgien, Frankreich, Grossbritannien, Italien, Polen und der Tschechoslowakei geschlossen, die den völkerrechtlichen Status Deutschlands nach dem Ersten Weltkrieg neu regelten (→ Zwischenkriegszeit).
1928 fusionierte die bis dahin selbständige Gemeinde Solduno mit der Stadt Locarno.
Locarno sprach sich in einer konsultativen Volksabstimmung am 25. September 2011 mit 3503 zu 552 Stimmen für eine Fusion mit den Gemeinden Muralto, Minusio, Orselina, Brione sopra Minusio, Mergoscia und Tenero-Contra aus. Weil neben Locarno nur Mergoscia zustimmte und alle anderen Gemeinden die Fusion ablehnten, beschloss das Tessiner Kantonsparlament, das Projekt nicht weiterzuverfolgen.
Am 10. Februar 2017 wurde Locarno als 81. Stadt der Ehrentitel «Reformationsstadt Europas» durch die Gemeinschaft Evangelischer Kirchen in Europa verliehen.

## Bevölkerung
Einwohnerzahlen: Volkszählungsdaten
Eingemeindung: 1928 Solduno
Im Jahr 2000 sprachen 11'153 Personen Italienisch, 1'528 Deutsch und 1'880 eine andere Sprache. 10'179 waren römisch-katholisch (Bistum Lugano), 1'072 protestantisch (Chiesa evangelica riformata nel Ticino), und 3'310 gehörten einer anderen oder keiner Religion an. 9'430 Personen waren Schweizer, 5'131 Ausländer, was einem Ausländeranteil von 32,5 % entspricht.

## Politik
- Grüne: 3
- SP-PC-POP: 8
- ATL: 1
- Mitte: 8
- FDP: 13
- Lega-SVP: 7

Die Legislative der Stadt Locarno ist der Consiglio comunale (Gemeindeparlament), der 40 Sitze umfasst. Die Grafik rechts zeigt seine Zusammensetzung nach den Gemeindewahlen vom 14. April 2024.
Die Exekutive bildet der siebenköpfige Municipio (Gemeinderat). Nach den Wahlen von 2024 setzt er sich wie folgt zusammen: 3 Partito Liberale Radicale (FDP), 2 Il Centro (Die Mitte), 1 Sinistra unita (Vereinigte Linke, SP und andere), 1 Lega–UDC (Lega–SVP). Dem Municipio steht seit 2024 als Sindaco (Stadtpräsident) Nicola Pini (* 1984) (FDP) vor.
Bei den Schweizer Parlamentswahlen 2023 betrugen die Wähleranteile in Locarno: FDP 19,1 %, Mitte 18,8 %. SP 16,5 %, SVP 12,4 %, Grüne 11,2 %, Lega 11,1 %, glp 1,1 %, übrige 9,8 %.

## Verkehr

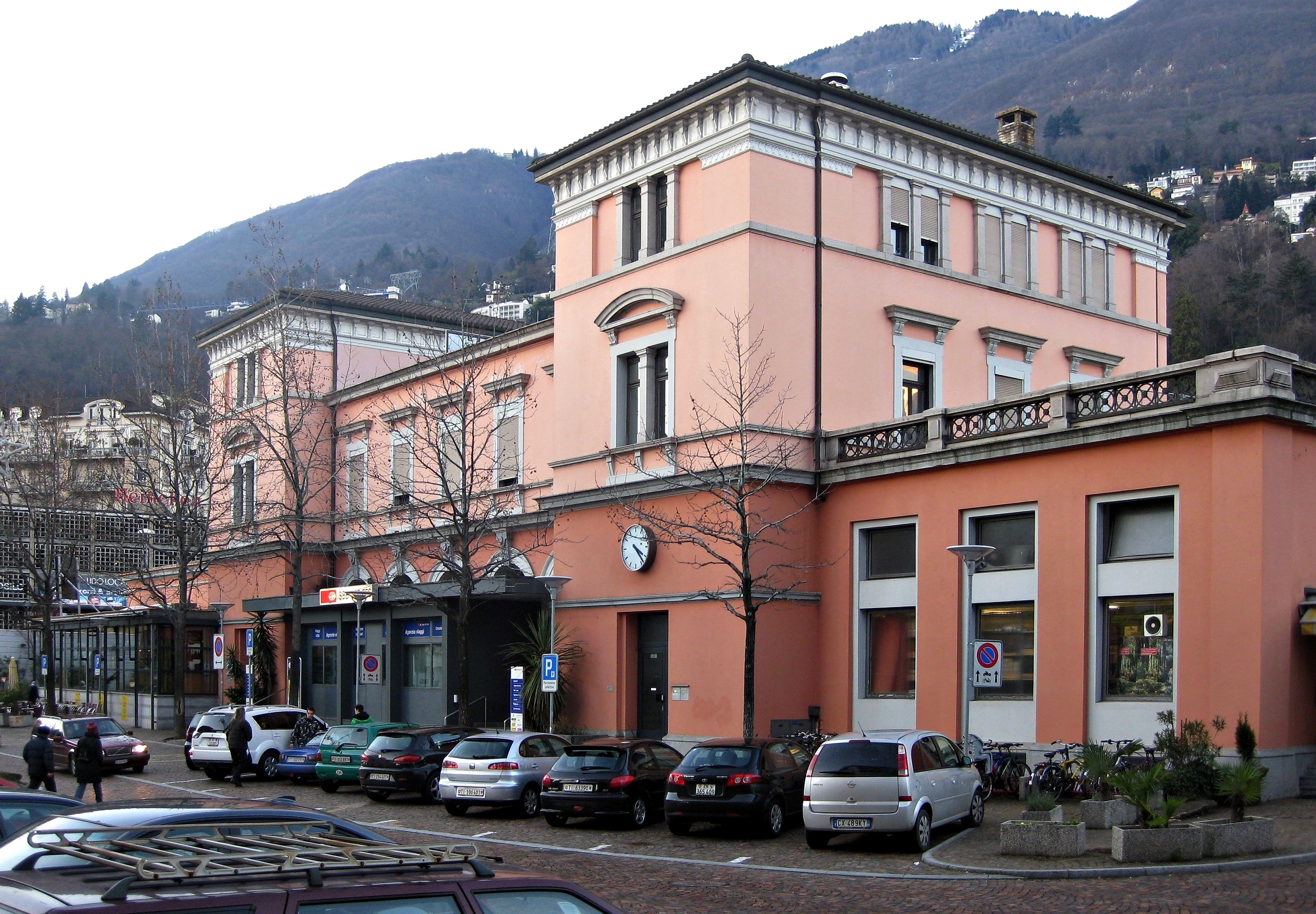
Bahnhof Locarno

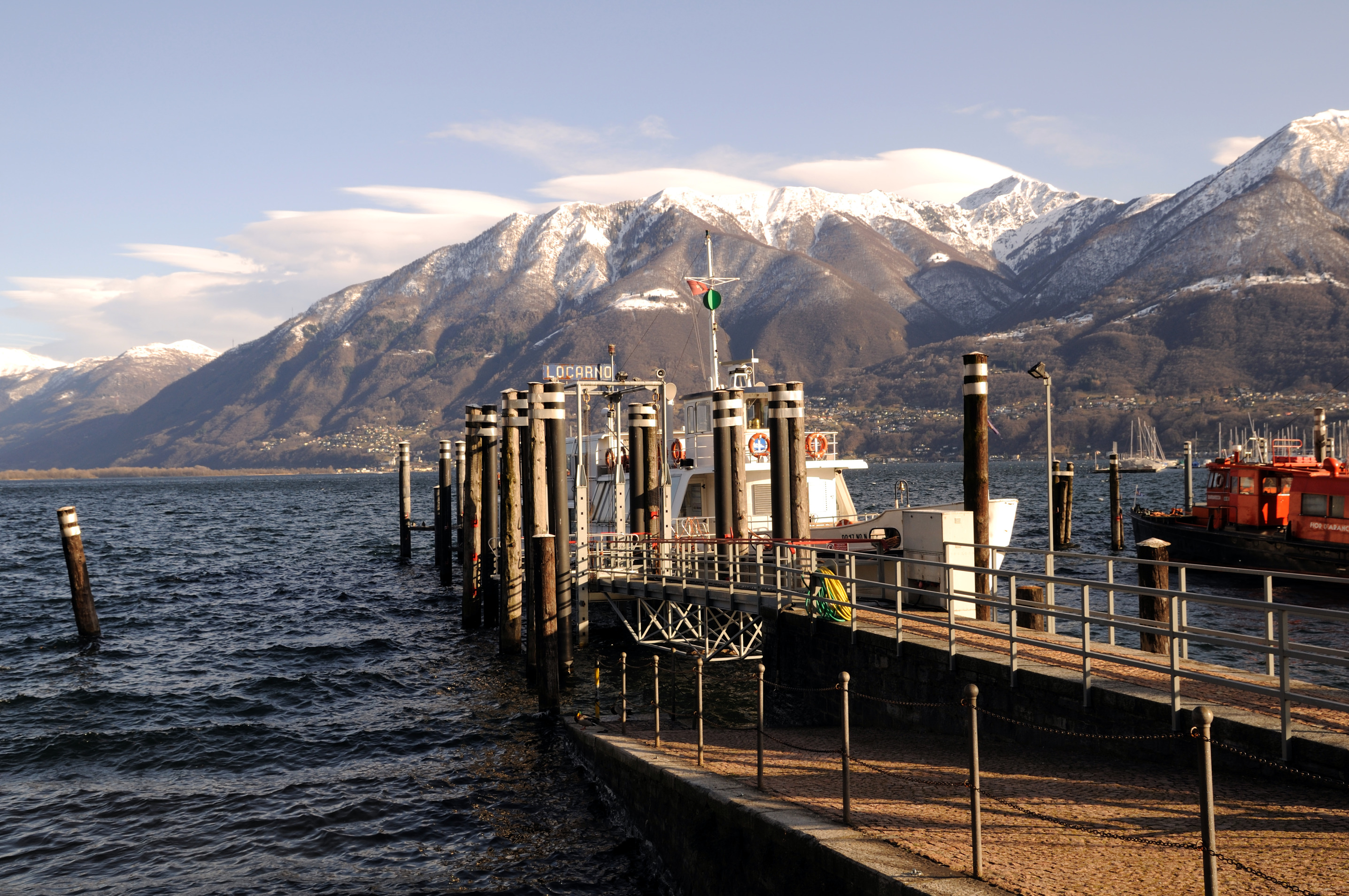
Schiffsanlegestelle

### Schienenverkehr
Locarno ist Endpunkt zweier Eisenbahnstrecken. Diese enden jedoch nicht in Locarno, sondern in der Nachbargemeinde Muralto, wo der Bahnhof Locarno steht. Die normalspurige SBB-Strecke von Bellinzona erreicht den oberirdischen Kopfbahnhof von Osten her und tangiert Locarnos Zentrum nicht. Allerdings befindet sich die Haltestelle Riazzino auf dem Gebiet der zu Locarno gehörenden Enklave in der Magadinoebene.
Die schmalspurige Centovallibahn (FART/SSIF) aus Domodossola erreicht ihren Endpunkt aus Richtung Westen. Sie durchfährt Locarno seit 1990 nicht mehr, sondern wird über eine Tunnelstrecke zum unterirdischen Kopfbahnhof geführt. Dieser liegt innerhalb des SBB-Areals in Muralto nördlich der SBB-Anlagen, wo bis 1990 die Anlagen der FART standen. Mit San Antonio, Solduno, San Martino und Ponte Brolla bedient die FART vier Stationen auf Locarneser Gebiet.
Am westlichen Gleis- und Bahnsteigende des Kopfbahnhofs Locarno, noch in Muralto, befindet sich auch der Ausgangspunkt von FART-Autobuslinien und der Postautokurse, welche die Nebentäler bedienen. Auf der gegenüberliegenden Strassenseite der Via Stazione überquert man links am Ende der Kolonnaden die Gemeindegrenze zwischen Muralto und Locarno, die durch den Bach Ramogna getrennt sind. Die Talstation des Funicolare, der Standseilbahn FLSM zur Madonna del Sasso und nach Muralto Belvedere und Orselina ist gleich hinter dem Bach in Locarno, wo die Via Stazione zur Viale Francesco Balli wird.
Von 1908 bis 1960 fuhr ein Tram von San Antonio (seit 1932 von Solduno) über die Piazza Castello und die Piazza Grande durch die enge Via alla Ramogna zum Bahnhof und weiter nach Minusio (ab 1914 bis zur Endstation Esplanade). Auf der Piazza Grande ist ein kurzes Stück der Tramgeleise erhalten geblieben.
Vor dem Ersten Weltkrieg war geplant, die Bahnstrecke von Bellinzona nach Locarno am rechtsseitigen Ufer des Lago Maggiore nach Italien weiterzuführen. Schon damals hätte ein Tunnel vom bisherigen Endbahnhof zu einer neuen Station Locarno im Westen der Stadt und ein weiterer Tunnel unter dem Monte Verità zum Seeufer gebaut werden sollen. Wie der Bundesrat in seiner Botschaft an die Bundesversammlung für die Erteilung der Konzession für diese Linie ausführte, hätte der Linie grosse Bedeutung für den Verkehr vom Gotthard nach dem Piemont und der Riviera zukommen sollen. Der Ausbruch des Ersten Weltkrieges vereitelte die Realisierung des Projekts.

### Strassen
Um den Durchgangsverkehr auf der Strasse aus der Innenstadt zu verbannen, wurde Anfang der 1990er-Jahre der 5,5 Kilometer lange Strassentunnel Mappo-Morettina unter Locarno hindurch gebaut.

### Schiffverkehr
Die Società Navigazione del Lago di Lugano betreibt den Verkehr zwischen den schweizerischen Ortschaften am Lago Maggiore. Den internationalen Schiffverkehr zwischen der Schweiz und Italien betreibt die für die vier oberitalienischen Seen zuständige italienische Schifffahrtsgesellschaft Navigazione Laghi.

### Flugverkehr
Sechs Kilometer östlich von Locarno liegt der Aeroporto cantonale di Locarno sowie das Flugplatzkommando Locarno der Schweizer Luftwaffe.

## Sehenswürdigkeiten
Das Stadtbild ist im Inventar der schützenswerten Ortsbilder der Schweiz (ISOS) als schützenswertes Ortsbild der Schweiz von nationaler Bedeutung eingestuft.

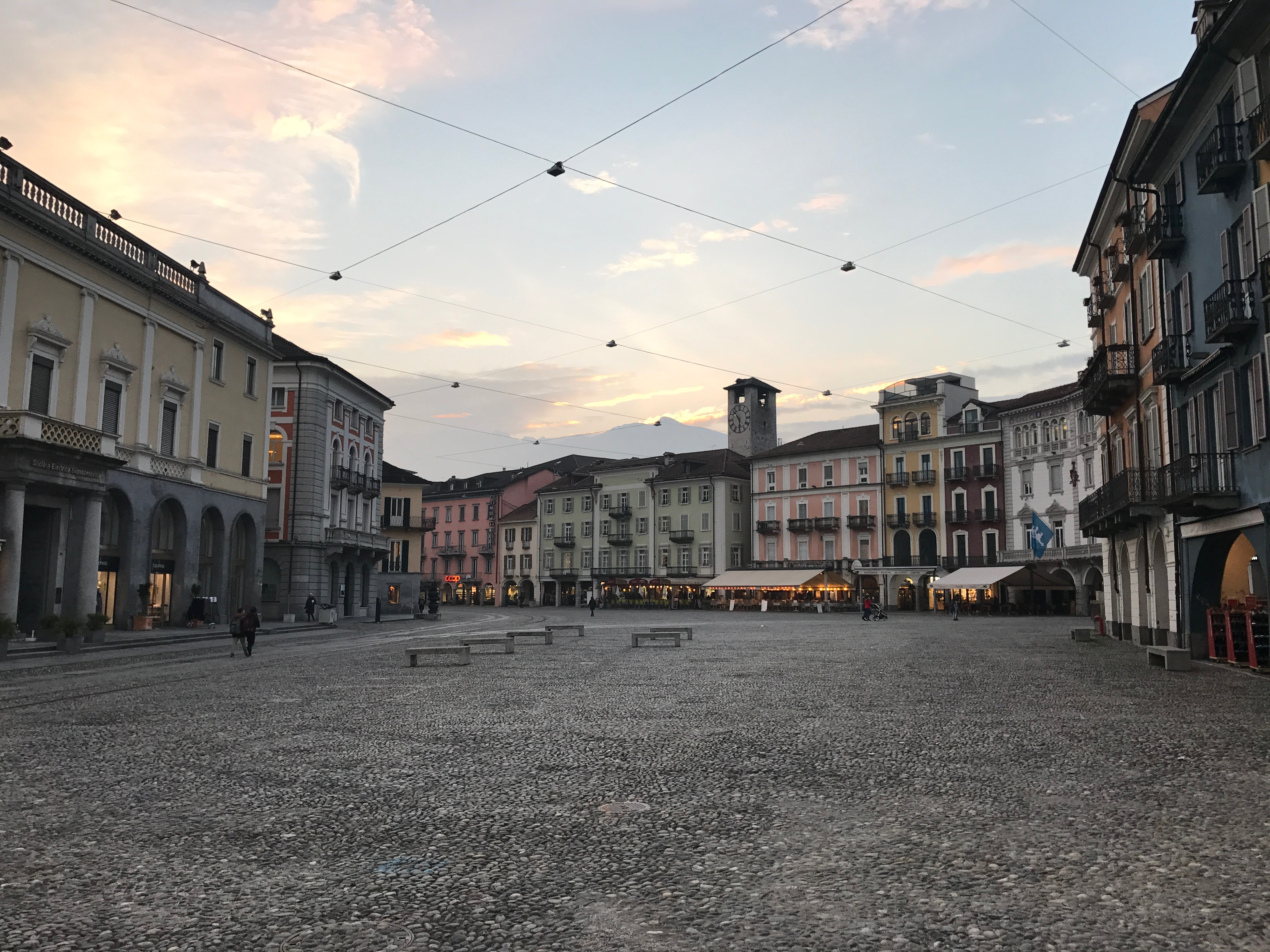
Piazza Grande

Madonna del Sasso, Cardada und Cimetta
Das Sanktuarium Madonna del Sasso in Orselina oberhalb der Stadt ist die Hauptsehenswürdigkeit Locarnos und zugleich der beliebteste Wallfahrtsort der italienischsprachigen Schweiz. Die Gründung geht auf eine Muttergotteserscheinung zurück, die der Franziskanerbruder Bartolomeo d’Ivrea in der Nacht vom 14. auf den 15. August 1480 hatte. Die Wallfahrtskirche ist bekannt wegen ihrer bedeutenden Ausstattung. Ausserdem gibt es hier eine Aussichtsplattform.
Von Orselina aus führt eine Luftseilbahn auf die Cardada (1340 m ü. M.), und von deren Bergstation führt eine weitere Sesselbahn auf die Cimetta (1670 m ü. M.).
«Piazza Grande» 

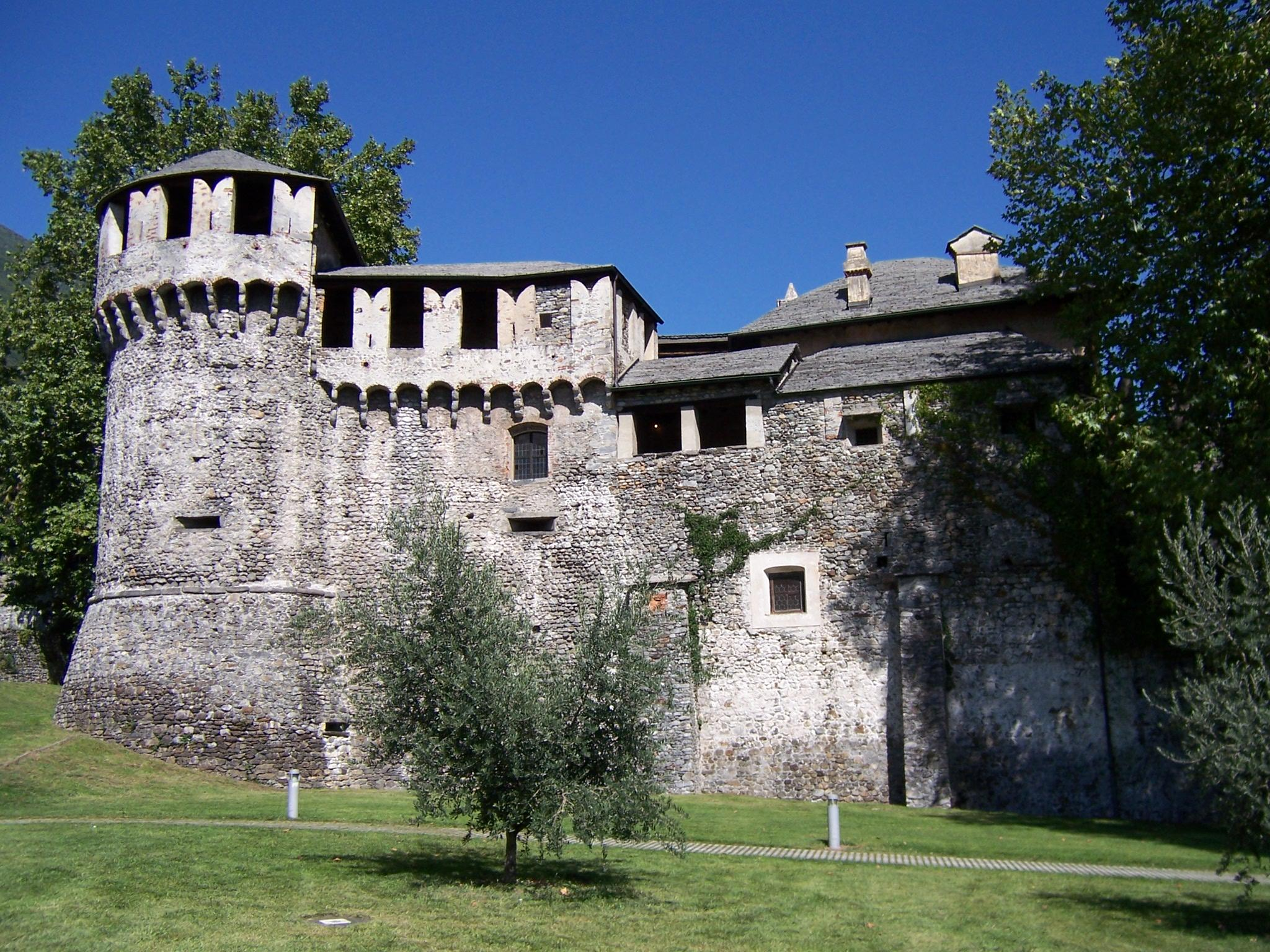
Castello Visconteo

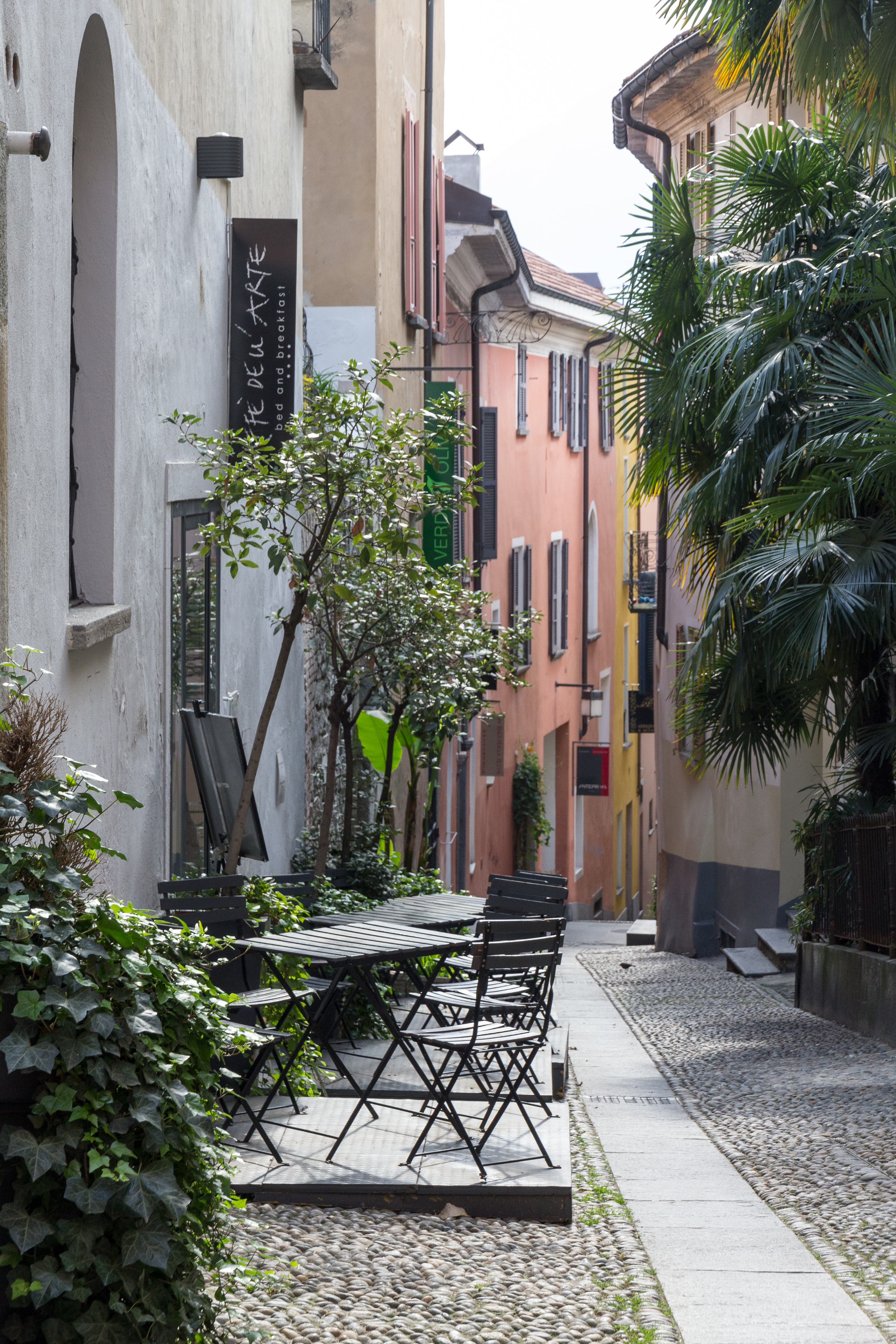
Altstadtgasse Via Panigari

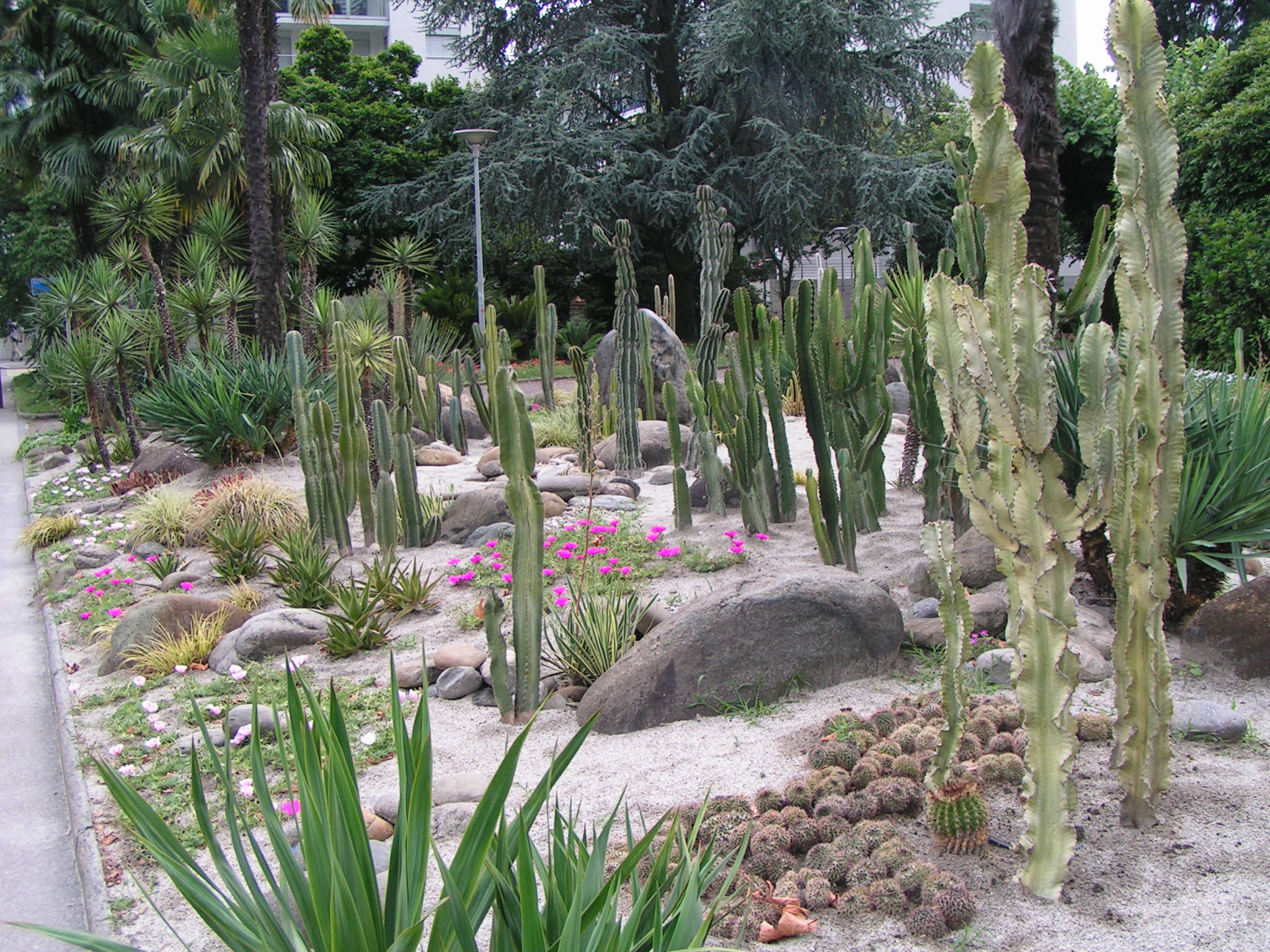
Kakteengarten in der Nähe des Seeufers

Das Zentrum der Stadt ist die langgezogene, gepflasterte Piazza Grande. Hier finden zahlreiche Open-Air-Konzerte statt: seit 2004 im Juli jeweils das Musikfestival Moon and Stars und im August das Locarno Festival, eines der wichtigsten Filmfestivals weltweit. An der Piazza Grande finden sich viele Restaurants, Cafés und Geschäfte. Sämtliche Gassen der Altstadt streben auf den seit Juni 2007 autofreien Platz zu. Das 1996 «rigoros ins historische Stadtbild eingepflanzte Gebäude» der Post dominiert den Südosten des Platzes; die Ästhetik des vom Architekten Livio Vacchini projektierten Baus ist umstritten.
«Castello Visconteo»
Das Castello Visconteo am Rande der Altstadt entstand ab dem 12. Jahrhundert, vermutlich als Wohnsitz der kaisertreuen Capitanei Orelli; 1260 fiel es in die Hände der Ghibellinen 1342 nahmen die Visconti von Mailand die Burg ein; 1439 ging sie an die Rusca über. In eidgenössischen Besitz gelangte sie erstmals 1503, endgültig 1516. Heute ist nur noch etwa ein Drittel der ursprünglichen Burg erhalten. Der Grossteil der erhaltenen Strukturen geht auf die Bautätigkeit der Visconti und Rusca zurück und stammt damit aus dem 14. und 15. Jahrhundert, wobei das heutige Aussehen einer rekonstruierenden Renovation von 1921 bis 1928 zu verdanken ist.
Die neben der Burg liegenden Reste der Verteidigungsbastion Rivellino wurden möglicherweise von Leonardo da Vinci projektiert.
Im Castello Visconteo ist das städtische Museum mit seiner archäologischen Sammlung untergebracht.
Kirchen
Die Pfarrkirche San Antonio Abate ist ein grosser, einschiffiger Bau; der heutige stammt von 1664. Die Kirche Maria Assunta oder Chiesa Nuova von 1636 enthält eine der bedeutendsten Stuckdekorationen des Barocks im Tessin. Die an das ehemalige Franziskanerkloster angebaute Kirche San Francesco ist eine dreischiffige Basilika und stellt ein eindrucksvolles Beispiel der Bettelordensarchitektur dar. Die Kirche Santa Caterina wurde im 17. Jahrhundert nahezu neu gebaut und weist raffinierte Stuckaturen des 18. Jahrhunderts auf. Die Kirche Santi Rocco e Sebastiano war früher Sitz der Kapuziner und wurde 1604 geweiht.
Häuser
Zahlreiche grosse Häuser erinnern an die aristokratischen Geschlechter Locarnos. Die Casa Rusca (heute kommunale Gemäldegalerie) ist ein Palazzo aus dem 18. Jahrhundert mit einem Innenhof mit Loggia. Der Palazzo Rusca-Bellerio stammt in seiner heutigen Form aus dem 16. bis 18. Jahrhundert und weist im Obergeschoss ornamentale Dekorationsmalerei auf. Die Casa dei Canonici aus dem 16. und 17. Jahrhundert hat eine Strassenfassade mit Stuckaturen. Die Casorella ist ein imposanter Herrschaftsbau aus dem späten 16. Jahrhundert, in den mittelalterliche Mauerteile des Castello Visconteo einbezogen sind. Der Palazzo Franzoni präsentiert sich als eleganter Barockbau des 17. Jahrhunderts. Die Casa dei Negromanti ist ein grosses Baugeviert mittelalterlichen Ursprungs und hat ihren Namen von dem im 18. Jahrhundert hier wohnhaft gewesenen Giovan Battista Orelli, genannt il Negromante («der Zauberer»). Das im Eingangsbereich angebrachte, in der Mitte des 16. Jahrhunderts gemalte Schweizerkreuz ist eine der ältesten Darstellungen des Schweizer Wappens.
Als Zeuge des aufblühenden Tourismus der Belle Époque in den Jahrzehnten vor Ausbruch des Ersten Weltkrieges ist das 1876 eröffnete Grand Hôtel Locarno erhalten geblieben. Es liegt auf dem Gemeindegebiet von Muralto unmittelbar an der Gemeindegrenze zu Locarno. Das Hotel wurde 2005 geschlossen und verfiel in der Folge zusehends. Es soll nach einer Gesamtüberholung 2025 wieder eröffnet werden.

## Kultur, Museen und Kunstgalerien
- Museo civico e archeologico im Castello Visconteo
- Teatro di Locarno[51][52]
- Società Storica Locarnese[53]
- Pinacoteca Comunale in der Casa Rusca und Associazione Amici Casa Rusca[54]
- Ghisla Art Collection[55]
- Fondazione Marguerite Arp[56]
- Fondazione Remo Rossi[57]
- Archivio Ivan Bianchi[58]
- Istituto Ricerche Solari Locarno (IRSOL)[59]
- Ticino Film Commission beim Palazzo Marcacci (Gemeindehaus)[60]

## Veranstaltungen
- Locarno Festival: Das Festival findet seit 1946 jedes Jahr im August statt.[61] Der beste Spielfilm im offiziellen Wettbewerb wird mit dem Goldenen Leopard (italienisch Pardo d’Oro) prämiert. Es ist das kleinste der grossen Filmkunstfestivals mit Weltbedeutung (A-Kategorie-Festival).[62]
- Moon and Stars: Ein Musikfestival auf der Piazza Grande. Es umfasst Auftritte von Interpreten der internationalen Pop- und Rockmusik[63]
- Amici dell'organo del Locarnese: Internationales Orgelfestival in der Region mit Konzerten und Matinéen im Frühling und Herbst[64]
- Locarno Folk[65]
- Locarno on Ice[66]

## Sport
Der erfolgreichste Fussballverein der Stadt ist der FC Locarno, der in den 1930er Jahren, zwischen 1945 und 1953 und zuletzt in der Saison 1986/87 in der höchsten Schweizer Liga spielte. In der ewigen Tabelle der zweithöchsten Fussball-Liga der Schweiz rangiert er auf dem zehnten Platz. Zurzeit spielt er in der 2. Liga interregional. Seine Heimspiele trägt er im 5000 Plätze fassenden Stadio Lido aus.
Ebenfalls in Locarno beheimatet sind die Amateurvereine FC Aramaici-Suryoye, FC Makedonija Locarno 1993 und AS Portoghesi Ticino.
Wichtige Sportveranstaltungen sind der Triathlon Locarno und der Ascona-Locarno Run.

## Tourismus
- Camping Delta[73]

## Städtepartnerschaften
Locarno unterhält Partnerschaften mit folgenden Städten:
| - Brügge, Belgien, seit 1954 - Nizza, Frankreich, seit 1954 - Nürnberg, Deutschland, seit 1954 - Venedig, Italien, seit 1954 - Montecatini, Italien, seit 1964 | - Karlovy Vary, Tschechische Republik, seit 1965 - Lompoc, Kalifornien, USA, seit 1972 - Urbino, Italien, seit 1976/78 - Vevey, Schweiz, seit 1981/83 - Gagra, Georgien, seit 1987 |

## Persönlichkeiten
In Locarno lässt Heinrich von Kleist seine Novelle Das Bettelweib von Locarno spielen.